# Stazione meteorologica di Paganella

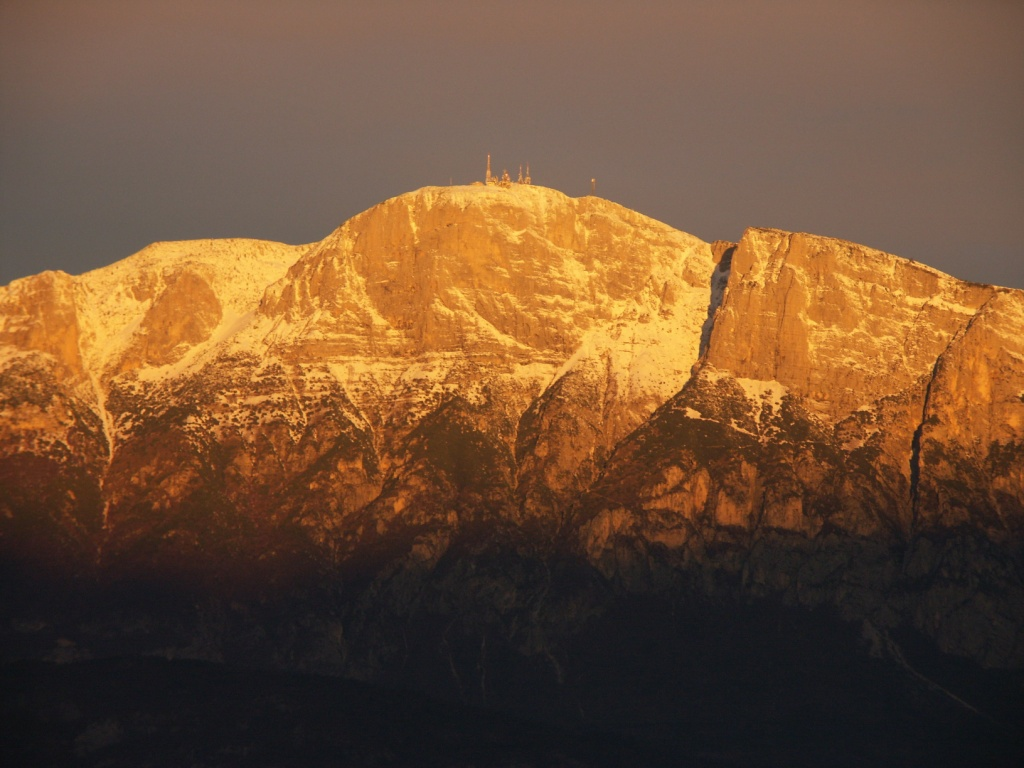
La vetta di Paganella con la stazione meteo

La stazione meteorologica di Paganella è la stazione meteorologica di riferimento per il Servizio Meteorologico dell'Aeronautica Militare e l'Organizzazione Mondiale della Meteorologia, relativa all'area montuosa di Paganella, in provincia di Trento.

## Storia
Una stazione meteorologica era già presente e funzionante nella prima metà del Novecento sulla vetta della Paganella, quando svolgeva principalmente attività di assistenza alla navigazione aerea lungo le rotte alpine.
Negli anni della seconda guerra mondiale, l'osservatorio meteorologico venne temporaneamente dismesso, per riprendere le proprie attività il 27 agosto 1945 presso il rifugio alpino "Cesare Battisti".
Nel decennio successivo l'Aeronautica Militare costruì un fabbricato sulla vetta della montagna, ove venne trasferita la stazione meteorologica dal 22 dicembre 1955. Da allora, l'ubicazione è rimasta sempre la stessa e l'osservatorio, oltre a proseguire le funzioni di assistenza alla navigazione aerea, è diventato un punto di riferimento per lo studio e l'analisi del clima della corrispondente area montana alpina.
Il 31/12/2024, a seguito di circolare operativa del Comando Squadra Aerea, il teleposto meteo di Monte Paganella chiude definitivamente sostituito da una stazione automatica.

## Caratteristiche
La stazione meteorologica si trova nell'area climatica dell'Italia nord-orientale, nel Trentino-Alto Adige, in provincia di Trento, a 2.129 metri s.l.m. e alle coordinate geografiche 46°08′38.31″N 11°02′16.08″E.
Il teleposto di montagna, oltre a svolgere funzioni fondamentali per l'assistenza alla navigazione aerea, svolge la sua attività 24 ore su 24 effettuando rilevazioni orarie con osservazione dello stato del cielo (nuvolosità in chiaro) e di temperatura, precipitazioni, umidità relativa, eliofania, pressione atmosferica con valore normalizzato al livello del mare, direzione e velocità del vento.
Inoltre, quella di Paganella è una delle stazioni meteorologiche ufficiali italiane aderenti al programma GCOS (Global Climate Observation System) della WMO.

## Medie climatiche ufficiali

### Dati climatologici 1981-2010
In base alle medie climatiche del periodo 1981-2010, la temperatura media del mese più caldo, luglio, si attesta a quasi +11,3 °C, mentre la temperatura media del mese più freddo, febbraio, fa registrare il valore di quasi -4,8 °C. Nel trentennio esaminato, la temperatura massima più elevata di +25,0 °C risale al luglio 1983, mentre la temperatura minima più bassa di -23,1 °C fu registrata nel gennaio 1985. Mediamente si contano annualmente 184,2 giorni di gelo.
Le precipitazioni medie annue si attestano a 866 mm, mediamente distribuite in 92 giorni di pioggia, con minimo relativo in inverno e picco massimo in estate.
| Paganella (1981-2010)           | Mesi         | Mesi         | Mesi         | Mesi         | Mesi        | Mesi        | Mesi        | Mesi        | Mesi        | Mesi         | Mesi         | Mesi         | Stagioni | Stagioni | Stagioni | Stagioni | Anno  |
| Paganella (1981-2010)           | Gen          | Feb          | Mar          | Apr          | Mag         | Giu         | Lug         | Ago         | Set         | Ott          | Nov          | Dic          | Inv      | Pri      | Est      | Aut      | Anno  |
| ------------------------------- | ------------ | ------------ | ------------ | ------------ | ----------- | ----------- | ----------- | ----------- | ----------- | ------------ | ------------ | ------------ | -------- | -------- | -------- | -------- | ----- |
| T. max. media (°C)              | −2,2         | −2,4         | −0,4         | 2,3          | 7,7         | 12,1        | 14,7        | 14,1        | 9,9         | 5,9          | 1,0          | −1,3         | −2,0     | 3,2      | 13,6     | 5,6      | 5,1   |
| T. min. media (°C)              | −6,6         | −7,1         | −5,3         | −2,6         | 1,9         | 5,3         | 7,8         | 7,8         | 4,6         | 1,4          | −3,2         | −5,9         | −6,5     | −2,0     | 7,0      | 0,9      | −0,2  |
| T. max. assoluta (°C)           | 9,1 (2002)   | 9,4 (2004)   | 11,1 (1990)  | 13,4 (2007)  | 19,0 (2001) | 21,8 (2002) | 25,0 (1983) | 22,6 (2003) | 20,5 (1987) | 15,8 (1999)  | 12,2 (1996)  | 11,7 (1994)  | 11,7     | 19,0     | 25,0     | 20,5     | 25,0  |
| T. min. assoluta (°C)           | −23,1 (1985) | −21,3 (1986) | −20,0 (2005) | −14,0 (1989) | −8,1 (1991) | −5,0 (2006) | −0,5 (1981) | −1,3 (1995) | −4,1 (2007) | −10,8 (2003) | −15,2 (1988) | −18,8 (1996) | −23,1    | −20,0    | −5,0     | −15,2    | −23,1 |
| Giorni di calura (Tmax ≥ 30 °C) | 0            | 0            | 0            | 0            | 0           | 0           | 0           | 0           | 0           | 0            | 0            | 0            | 0        | 0        | 0        | 0        | 0     |
| Giorni di gelo (Tmin ≤ 0 °C)    | 29,1         | 26,7         | 27,6         | 23,3         | 8,9         | 2,6         | 0,1         | 0,2         | 3,4         | 10,5         | 23,0         | 28,8         | 84,6     | 59,8     | 2,9      | 36,9     | 184,2 |
| Precipitazioni (mm)             | 28,9         | 17,2         | 30,2         | 40,2         | 97,3        | 118,5       | 126,7       | 111,0       | 97,6        | 98,3         | 69,2         | 30,9         | 77,0     | 167,7    | 356,2    | 265,1    | 866,0 |
| Giorni di pioggia               | 3            | 3            | 5            | 9            | 12          | 11          | 11          | 10          | 8           | 8            | 7            | 5            | 11       | 26       | 32       | 23       | 92    |

### Dati climatologici 1971-2000
In base alle medie climatiche del periodo 1971-2000, le più recenti in uso, la temperatura media del mese più freddo, febbraio, è di -4,5 °C, mentre quella dei mesi più caldi, luglio e agosto, è di +10,7 °C; mediamente si contano 192,8 giorni di gelo all'anno e zero giorni con temperatura massima uguale o superiore ai +30 °C. I valori estremi di temperatura registrati nel medesimo trentennio sono i -24,3 °C del marzo 1971 e i +25,0 °C del luglio 1983.
Le precipitazioni medie annue si attestano a 764 mm, mediamente distribuite in 89 giorni di pioggia, con minimo in inverno, picco massimo in estate e massimo secondario in autunno per gli accumuli.
L'umidità relativa media annua fa registrare il valore di 72 % con minimi di 64 % a dicembre e a gennaio e massimo di 78 % a maggio; mediamente si contano 197 giorni di nebbia all'anno.
Di seguito è riportata la tabella con le medie climatiche e i valori massimi e minimi assoluti registrati nel trantennio 1971-2000 e pubblicati nell'Atlante Climatico d'Italia del Servizio Meteorologico dell'Aeronautica Militare relativo al medesimo trentennio.
| Paganella (1971-2000)           | Mesi         | Mesi         | Mesi         | Mesi         | Mesi        | Mesi        | Mesi        | Mesi        | Mesi        | Mesi         | Mesi         | Mesi         | Stagioni | Stagioni | Stagioni | Stagioni | Anno  |
| Paganella (1971-2000)           | Gen          | Feb          | Mar          | Apr          | Mag         | Giu         | Lug         | Ago         | Set         | Ott          | Nov          | Dic          | Inv      | Pri      | Est      | Aut      | Anno  |
| ------------------------------- | ------------ | ------------ | ------------ | ------------ | ----------- | ----------- | ----------- | ----------- | ----------- | ------------ | ------------ | ------------ | -------- | -------- | -------- | -------- | ----- |
| T. max. media (°C)              | −2,1         | −2,0         | −0,4         | 1,7          | 6,8         | 11,2        | 14,1        | 13,9        | 9,9         | 5,5          | 1,0          | −0,7         | −1,6     | 2,7      | 13,1     | 5,5      | 4,9   |
| T. min. media (°C)              | −6,6         | −6,9         | −5,5         | −3,3         | 1,2         | 4,5         | 7,2         | 7,4         | 4,5         | 1,1          | −3,5         | −5,5         | −6,3     | −2,5     | 6,4      | 0,7      | −0,5  |
| T. max. assoluta (°C)           | 8,4 (1988)   | 9,2 (1998)   | 11,1 (1990)  | 13,0 (1992)  | 17,8 (1996) | 20,4 (1998) | 25,0 (1983) | 22,4 (1974) | 21,0 (1975) | 15,8 (1999)  | 12,5 (1979)  | 11,7 (1994)  | 11,7     | 17,8     | 25,0     | 21,0     | 25,0  |
| T. min. assoluta (°C)           | −23,2 (1979) | −21,3 (1986) | −24,3 (1971) | −14,0 (1989) | −9,5 (1979) | −4,8 (1991) | −1,3 (1971) | −1,9 (1972) | −5,9 (1971) | −10,6 (1997) | −15,8 (1973) | −19,1 (1973) | −23,2    | −24,3    | −4,8     | −15,8    | −24,3 |
| Giorni di calura (Tmax ≥ 30 °C) | 0            | 0            | 0            | 0            | 0           | 0           | 0           | 0           | 0           | 0            | 0            | 0            | 0        | 0        | 0        | 0        | 0     |
| Giorni di gelo (Tmin ≤ 0 °C)    | 29,7         | 27,1         | 28,5         | 25,4         | 10,9        | 3,3         | 0,3         | 0,4         | 3,9         | 11,8         | 23,5         | 28,0         | 84,8     | 64,8     | 4,0      | 39,2     | 192,8 |
| Precipitazioni (mm)             | 28,4         | 22,6         | 32,9         | 42,1         | 72,2        | 103,9       | 110,9       | 89,2        | 102,7       | 93,4         | 39,2         | 26,7         | 77,7     | 147,2    | 304,0    | 235,3    | 764,2 |
| Giorni di pioggia               | 4            | 3            | 6            | 8            | 11          | 11          | 10          | 10          | 8           | 8            | 6            | 4            | 11       | 25       | 31       | 22       | 89    |
| Giorni di nebbia                | 12           | 9            | 15           | 19           | 21          | 20          | 19          | 18          | 20          | 18           | 14           | 12           | 33       | 55       | 57       | 52       | 197   |
| Umidità relativa media (%)      | 64           | 65           | 70           | 77           | 78          | 76          | 75          | 76          | 76          | 73           | 70           | 64           | 64,3     | 75       | 75,7     | 73       | 72    |

### Dati climatologici 1961-1990
In base alla media trentennale di riferimento 1961-1990, ancora in uso per l'Organizzazione meteorologica mondiale e definita Climate Normal (CLINO), la temperatura media del mese più freddo, gennaio, si attesta a -4,8 °C, quella del mese più caldo, luglio, è di +10,0 °C. Nel medesimo trentennio, la temperatura minima assoluta ha toccato i -24,3 °C nel marzo 1971 (media delle minime assolute annue di -18,2 °C), mentre la massima assoluta ha fatto registrare i +25,0 °C nel luglio 1983 (media delle massime assolute annue di +20,0 °C). Mediamente si contano annualmente 196,5 giorni di gelo.
La nuvolosità media annua si attesta a 4,6 okta, con minimo di 3,6 okta a dicembre e massimo di 5,6 okta a maggio.
Le precipitazioni medie annue, distribuite con un minimo relativo invernale ed un picco in estate, si attestano attorno agli 700 mm e distribuite mediamente in 91 giorni.
L'umidità relativa media annua fa registrare il valore di 70,5 % con minimo di 60 % a dicembre e massimi di 78 % ad aprile e a maggio.
| Paganella (1961-1990)           | Mesi         | Mesi         | Mesi         | Mesi         | Mesi         | Mesi        | Mesi        | Mesi        | Mesi        | Mesi        | Mesi         | Mesi         | Stagioni | Stagioni | Stagioni | Stagioni | Anno  |
| Paganella (1961-1990)           | Gen          | Feb          | Mar          | Apr          | Mag          | Giu         | Lug         | Ago         | Set         | Ott         | Nov          | Dic          | Inv      | Pri      | Est      | Aut      | Anno  |
| ------------------------------- | ------------ | ------------ | ------------ | ------------ | ------------ | ----------- | ----------- | ----------- | ----------- | ----------- | ------------ | ------------ | -------- | -------- | -------- | -------- | ----- |
| T. max. media (°C)              | −2,2         | −2,4         | −1,0         | 1,6          | 6,4          | 11,0        | 13,8        | 13,2        | 10,2        | 6,0         | 1,0          | −1,2         | −1,9     | 2,3      | 12,7     | 5,7      | 4,7   |
| T. min. media (°C)              | −7,4         | −7,4         | −6,0         | −3,4         | 0,7          | 4,1         | 6,1         | 6,0         | 4,5         | 1,4         | −3,4         | −6,3         | −7,0     | −2,9     | 5,4      | 0,8      | −0,9  |
| T. max. assoluta (°C)           | 8,4 (1988)   | 8,5 (1988)   | 11,1 (1990)  | 12,4 (1968)  | 17,1 (1967)  | 20,0 (1962) | 25,0 (1983) | 22,4 (1974) | 21,0 (1975) | 14,9 (1986) | 12,5 (1979)  | 10,8 (1963)  | 10,8     | 17,1     | 25,0     | 21,0     | 25,0  |
| T. min. assoluta (°C)           | −23,6 (1968) | −21,3 (1986) | −24,3 (1971) | −14,0 (1989) | −10,8 (1962) | −5,4 (1962) | −2,7 (1970) | −1,9 (1972) | −5,9 (1971) | −9,4 (1974) | −15,8 (1973) | −19,1 (1973) | −23,6    | −24,3    | −5,4     | −15,8    | −24,3 |
| Giorni di calura (Tmax ≥ 30 °C) | 0            | 0            | 0            | 0            | 0            | 0           | 0           | 0           | 0           | 0           | 0            | 0            | 0        | 0        | 0        | 0        | 0     |
| Giorni di gelo (Tmin ≤ 0 °C)    | 30,0         | 27,4         | 29,1         | 25,3         | 12,9         | 3,6         | 0,8         | 0,6         | 3,6         | 11,1        | 23,8         | 28,3         | 85,7     | 67,3     | 5,0      | 38,5     | 196,5 |
| Nuvolosità (okta al giorno)     | 3,8          | 4,1          | 4,7          | 5,2          | 5,6          | 5,4         | 4,9         | 4,9         | 4,7         | 4,1         | 4,3          | 3,6          | 3,8      | 5,2      | 5,1      | 4,4      | 4,6   |
| Precipitazioni (mm)             | 30,9         | 23,7         | 40,9         | 40,0         | 67,6         | 86,3        | 95,4        | 93,7        | 90,3        | 73,1        | 50,5         | 27,4         | 82,0     | 148,5    | 275,4    | 213,9    | 719,8 |
| Giorni di pioggia               | 5            | 5            | 6            | 8            | 10           | 11          | 10          | 10          | 7           | 7           | 7            | 5            | 15       | 24       | 31       | 21       | 91    |
| Umidità relativa media (%)      | 61           | 67           | 70           | 78           | 78           | 76          | 73          | 75          | 73          | 71          | 64           | 60           | 62,7     | 75,3     | 74,7     | 69,3     | 70,5  |

### Dati climatologici 1951-1980
In base alle medie climatiche del periodo 1951-1980, la temperatura media del mese più caldo, luglio, si attesta a circa +9,9 °C, mentre la temperatura media del mese più freddo, gennaio, fa registrare il valore di quasi -5,8 °C. Nel trentennio esaminato, la temperatura massima più elevata di +23,4 °C risale all'agosto 1958, mentre la temperatura minima più bassa di -24,3 °C fu registrata nel marzo 1971. Mediamente si contano annualmente 203,1 giorni di gelo.
Le precipitazioni medie annue si attestano a 913,8 mm, mediamente distribuite in 107 giorni di pioggia, con minimo relativo in inverno e picco massimo in estate.
| Paganella (1951-1980)           | Mesi         | Mesi         | Mesi         | Mesi         | Mesi         | Mesi        | Mesi        | Mesi        | Mesi        | Mesi        | Mesi         | Mesi         | Stagioni | Stagioni | Stagioni | Stagioni | Anno  |
| Paganella (1951-1980)           | Gen          | Feb          | Mar          | Apr          | Mag          | Giu         | Lug         | Ago         | Set         | Ott         | Nov          | Dic          | Inv      | Pri      | Est      | Aut      | Anno  |
| ------------------------------- | ------------ | ------------ | ------------ | ------------ | ------------ | ----------- | ----------- | ----------- | ----------- | ----------- | ------------ | ------------ | -------- | -------- | -------- | -------- | ----- |
| T. max. media (°C)              | −3,5         | −3,2         | −1,0         | 1,9          | 6,6          | 11,0        | 13,3        | 12,9        | 10,1        | 5,7         | 0,6          | −1,7         | −2,8     | 2,5      | 12,4     | 5,5      | 4,4   |
| T. min. media (°C)              | −8,1         | −7,9         | −6,1         | −3,5         | 0,6          | 4,3         | 6,5         | 6,5         | 4,3         | 0,7         | −3,8         | −6,3         | −7,4     | −3,0     | 5,8      | 0,4      | −1,1  |
| T. max. assoluta (°C)           | 10,4 (1953)  | 12,4 (1960)  | 11,0 (1964)  | 12,8 (1955)  | 18,0 (1953)  | 20,0 (1962) | 23,2 (1957) | 23,4 (1958) | 21,0 (1975) | 14,6 (1962) | 12,5 (1979)  | 14,0 (1955)  | 14,0     | 18,0     | 23,4     | 21,0     | 23,4  |
| T. min. assoluta (°C)           | −23,6 (1968) | −23,3 (1956) | −24,3 (1971) | −14,8 (1956) | −11,4 (1957) | −6,2 (1953) | −2,7 (1970) | −1,9 (1972) | −6,4 (1952) | −9,4 (1974) | −15,8 (1973) | −19,1 (1973) | −23,6    | −24,3    | −6,2     | −15,8    | −24,3 |
| Giorni di calura (Tmax ≥ 30 °C) | 0            | 0            | 0            | 0            | 0            | 0           | 0           | 0           | 0           | 0           | 0            | 0            | 0        | 0        | 0        | 0        | 0     |
| Giorni di gelo (Tmin ≤ 0 °C)    | 30,5         | 27,7         | 29,7         | 25,5         | 13,6         | 3,6         | 0,9         | 0,5         | 4,2         | 12,8        | 24,9         | 29,2         | 87,4     | 68,8     | 5,0      | 41,9     | 203,1 |
| Precipitazioni (mm)             | 59,9         | 47,5         | 54,7         | 60,9         | 69,8         | 91,3        | 108,0       | 111,8       | 101,4       | 103,4       | 66,3         | 38,8         | 146,2    | 185,4    | 311,1    | 271,1    | 913,8 |
| Giorni di pioggia               | 7            | 6            | 8            | 9            | 10           | 13          | 12          | 11          | 8           | 9           | 8            | 6            | 19       | 27       | 36       | 25       | 107   |

## Valori estremi

### Temperature estreme mensili dal 1956 ad oggi
Nella tabella sottostante sono riportate le temperature massime e minime assolute mensili, stagionali ed annuali dal 1956 ad oggi, con il relativo anno in cui si queste si sono registrate. La massima assoluta del periodo esaminato di +25,0 °C risale al luglio 1983, mentre la minima assoluta di -24,3 °C è del marzo 1971.
| Paganella (1956-2023) | Mesi         | Mesi         | Mesi         | Mesi         | Mesi         | Mesi        | Mesi        | Mesi        | Mesi        | Mesi         | Mesi         | Mesi         | Stagioni | Stagioni | Stagioni | Stagioni | Anno  |
| Paganella (1956-2023) | Gen          | Feb          | Mar          | Apr          | Mag          | Giu         | Lug         | Ago         | Set         | Ott          | Nov          | Dic          | Inv      | Pri      | Est      | Aut      | Anno  |
| --------------------- | ------------ | ------------ | ------------ | ------------ | ------------ | ----------- | ----------- | ----------- | ----------- | ------------ | ------------ | ------------ | -------- | -------- | -------- | -------- | ----- |
| T. max. assoluta (°C) | 9,1 (2002)   | 12,4 (1960)  | 11,1 (1990)  | 13,4 (2007)  | 19,0 (2001)  | 22,7 (2019) | 25,0 (1983) | 23,4 (1958) | 21,0 (1975) | 16,0 (2023)  | 13,4 (2015)  | 11,7 (1994)  | 12,4     | 19,0     | 25,0     | 21,0     | 25,0  |
| T. min. assoluta (°C) | −23,6 (1968) | −23,3 (1956) | −24,3 (1971) | −14,8 (1956) | −11,4 (1957) | −5,4 (1962) | −2,7 (1970) | −1,9 (1972) | −5,9 (1971) | −10,8 (2003) | −15,8 (1973) | −19,1 (1973) | −23,6    | −24,3    | −5,4     | −15,8    | −24,3 |